# Neuermark-Lübars
Neuermark-Lübars là một đô thị thuộc huyện Stendal, bang Sachsen-Anhalt, Đức. Đô thị Neuermark-Lübars có diện tích 20,65 km², dân số thời điểm ngày 31 tháng 12 năm 2006 là 343 người.